# Nationales Technikmuseum in Warschau
Das Nationale Technikmuseum in Warschau (polnisch Narodowe Muzeum Techniki w Warszawie), kurz NMT, ist ein Museum zur Geschichte der Technik. Es befindet sich seit 1955 im Kulturpalast (Pałac Kultury i Nauki), nahe dem Warschauer Stadtzentrum.

## Geschichte
Im Jahr 1929, elf Jahre nach Wiedererlangung der staatlichen Unabhängigkeit Polens, wurde durch Kazimierz Jackowski in Warschau das Museum für Technik und Industrie (polnisch Muzeum Techniki i Przemysłu) in Nachfolge des früheren Museums für Industrie und Landwirtschaft (polnisch Muzeum Przemysłu i Rolnictwa) gegründet. Er wurde auch sein erster Direktor. Zweck war, das materielle Erbe der polnischen Technologiegeschichte zu bewahren und öffentlich zugänglich zu machen. 
Das 1955 wiedergegründete heutige Nationale Technikmuseum setzt diese Mission fort und entwickelt sie weiter. Es dokumentiert Vergangenes, um es für die Zukunft zu bewahren. In Erfüllung seiner gesellschaftspolitischen Rolle werden dazu hauptsächlich drei Ziele verfolgt, nämlich bewahren, präsentieren und inspirieren.
Bewahrt werden sollen materielle Zeugnisse für zukünftige Generationen, um so die Entwicklung der polnischen Technologien zu dokumentieren und Ereignisse, die mit der technischen Entwicklung zusammenhängen, unverfälscht darzustellen.
Präsentiert werden exemplarische Errungenschaften des technischen Denkens in Polen sowie deren Einfluss auf die industrielle Revolution in ganz Europa.
Inspiriert werden sollen die Besucher, insbesondere Jugendliche, um ihre Phantasie zu beflügeln, sie zu einem aktiven und engagierten Leben anzuregen und so den technischen Fortschritt der Zukunft sicherzustellen.

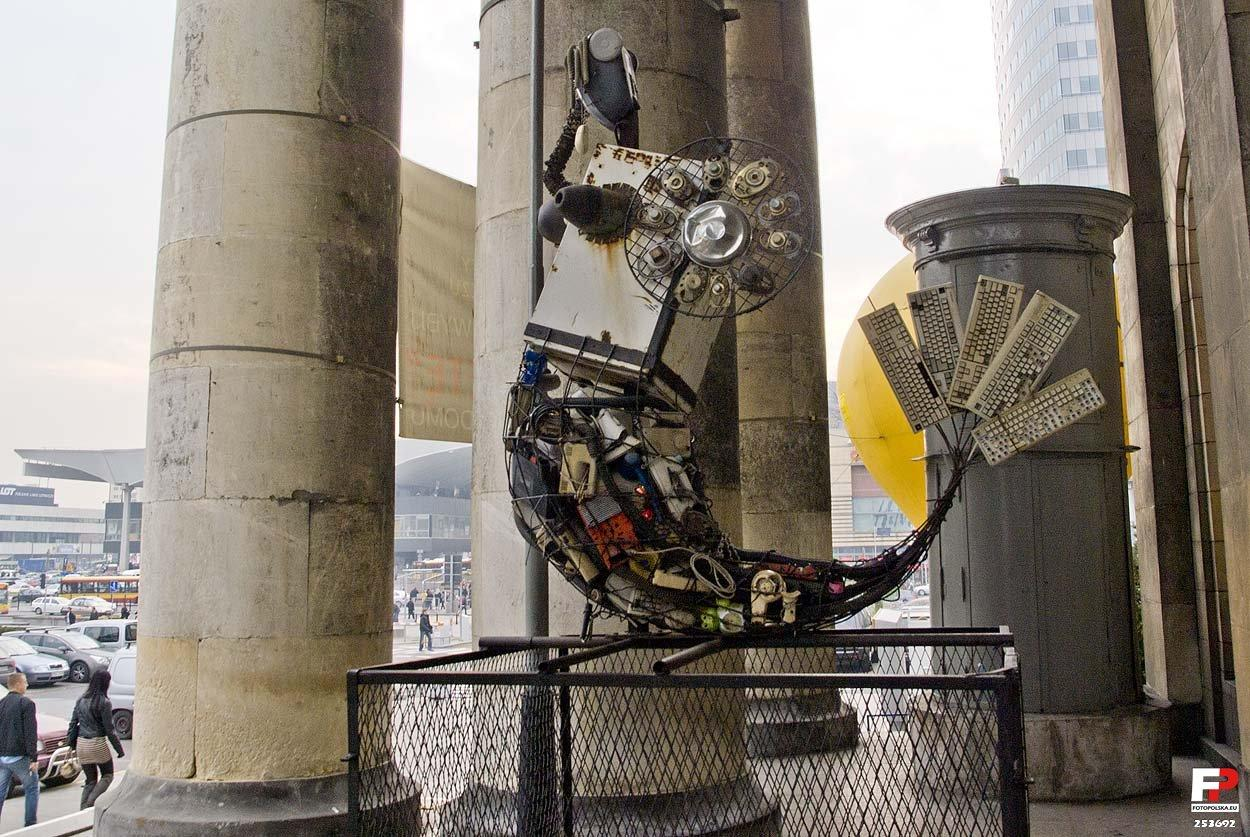
Moderne Skulptur der Warschauer Seejungfer im Eingangsbereich
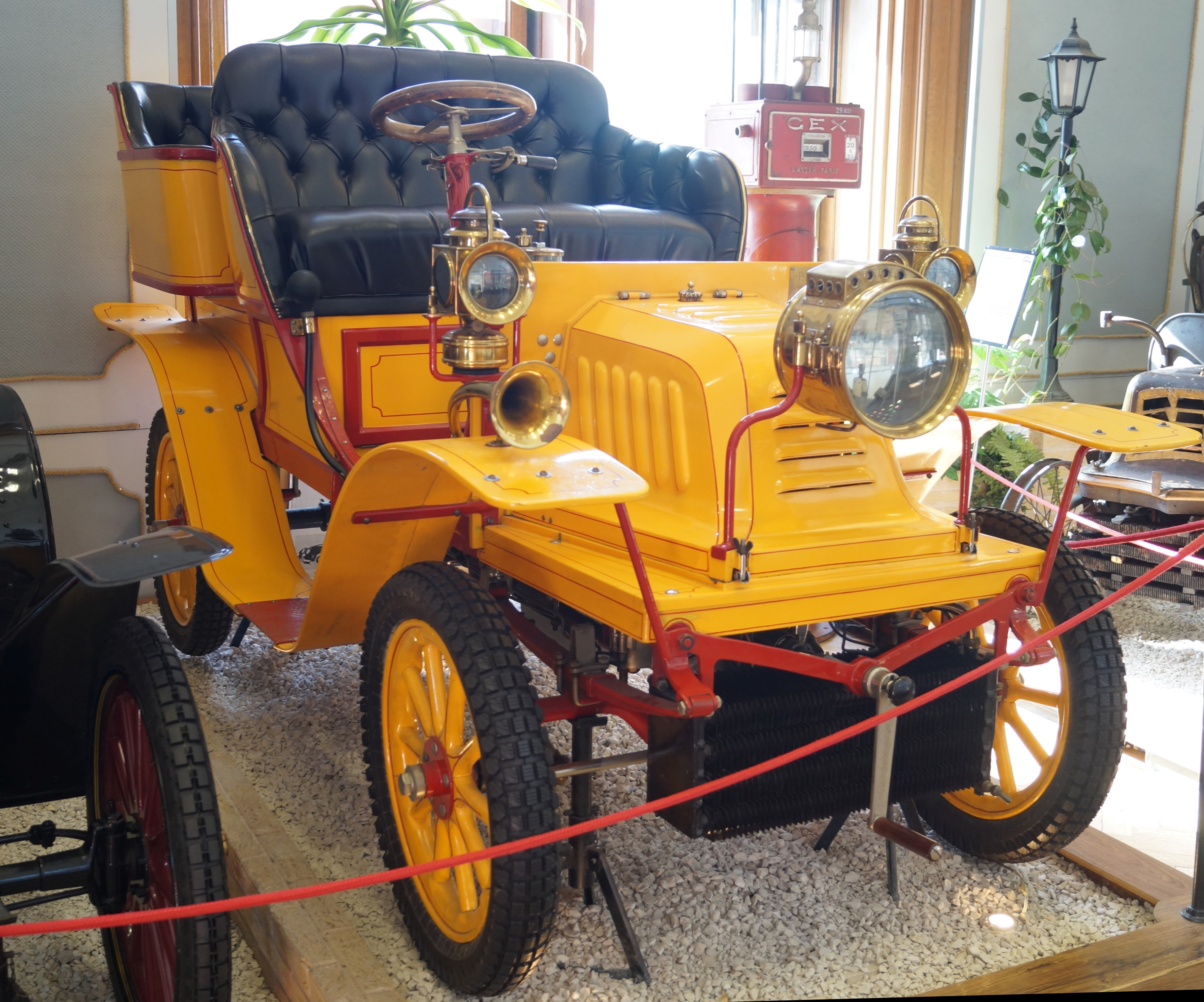
Automobil Adler von 1901
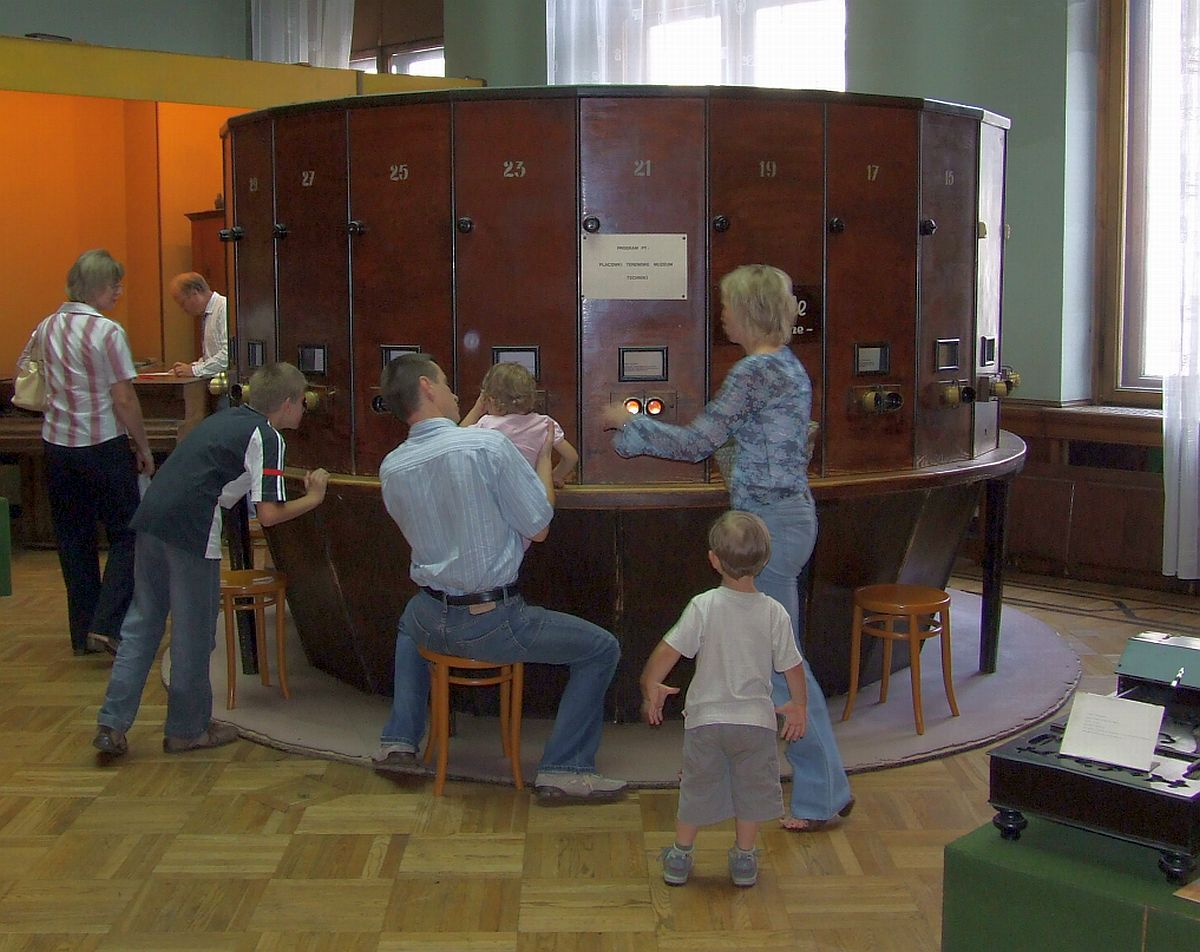
Fotoplastikon im Museum
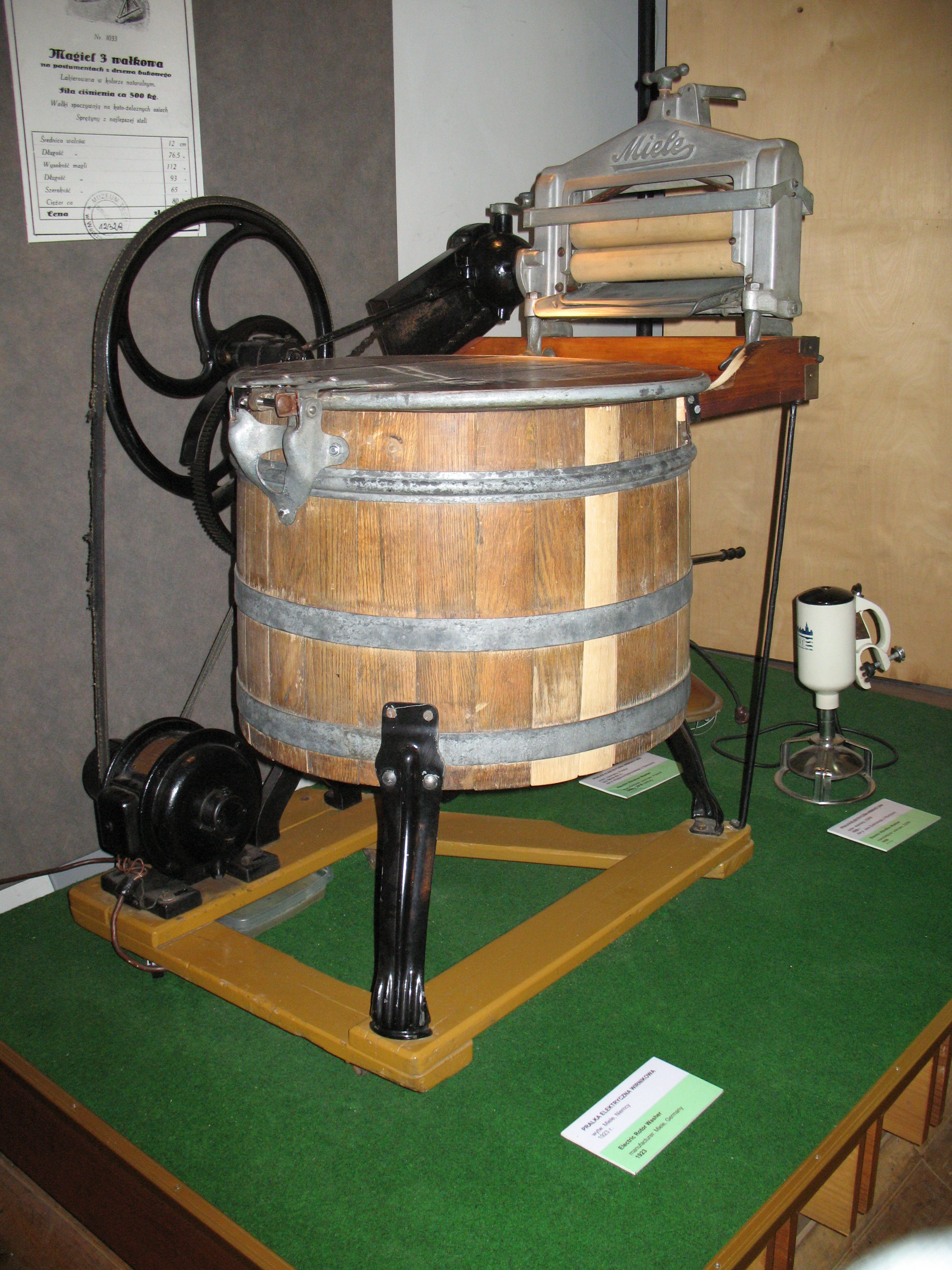
Frühe Waschmaschine von Miele
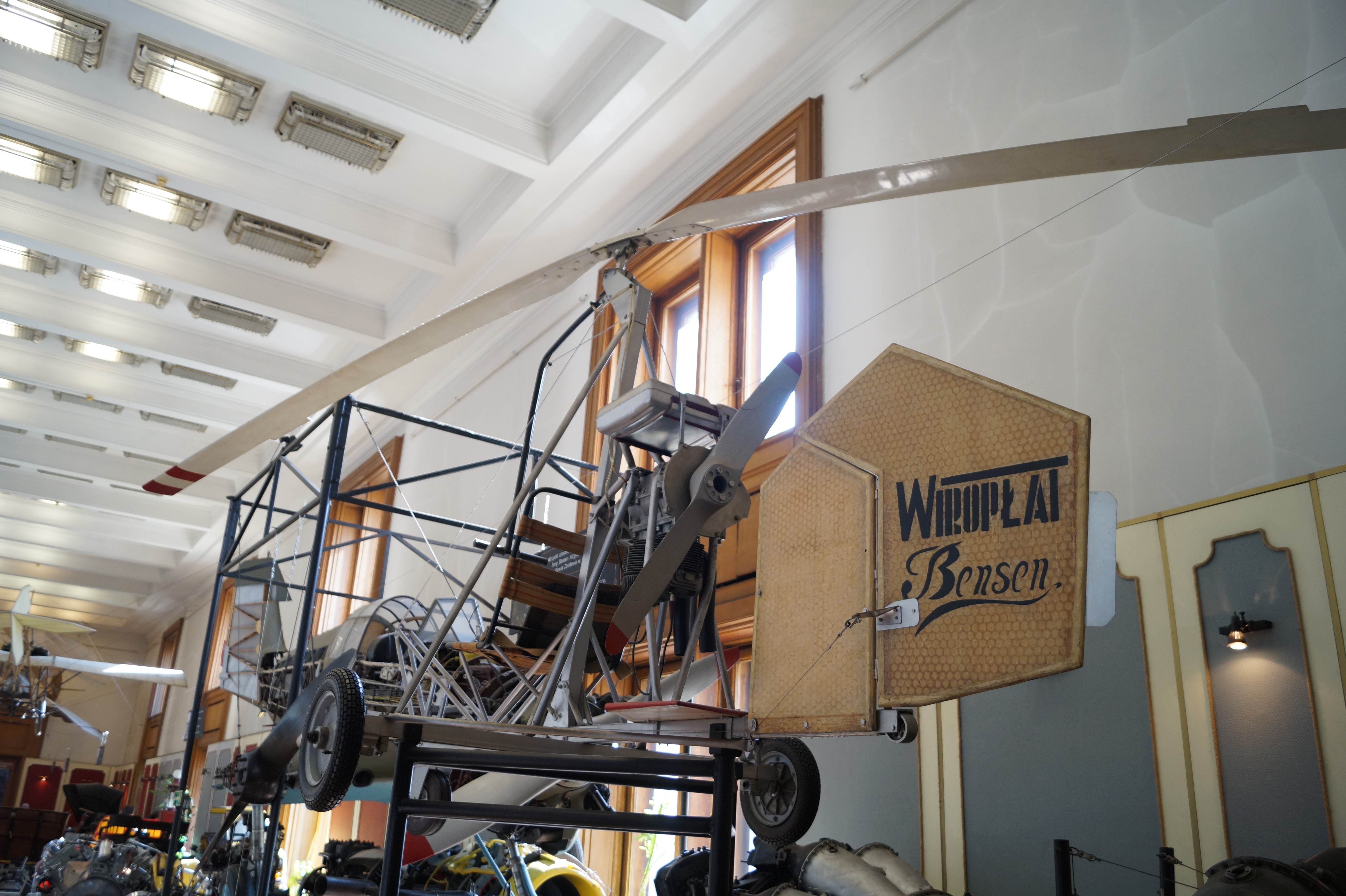
Früher Drehflügler Wiropłat
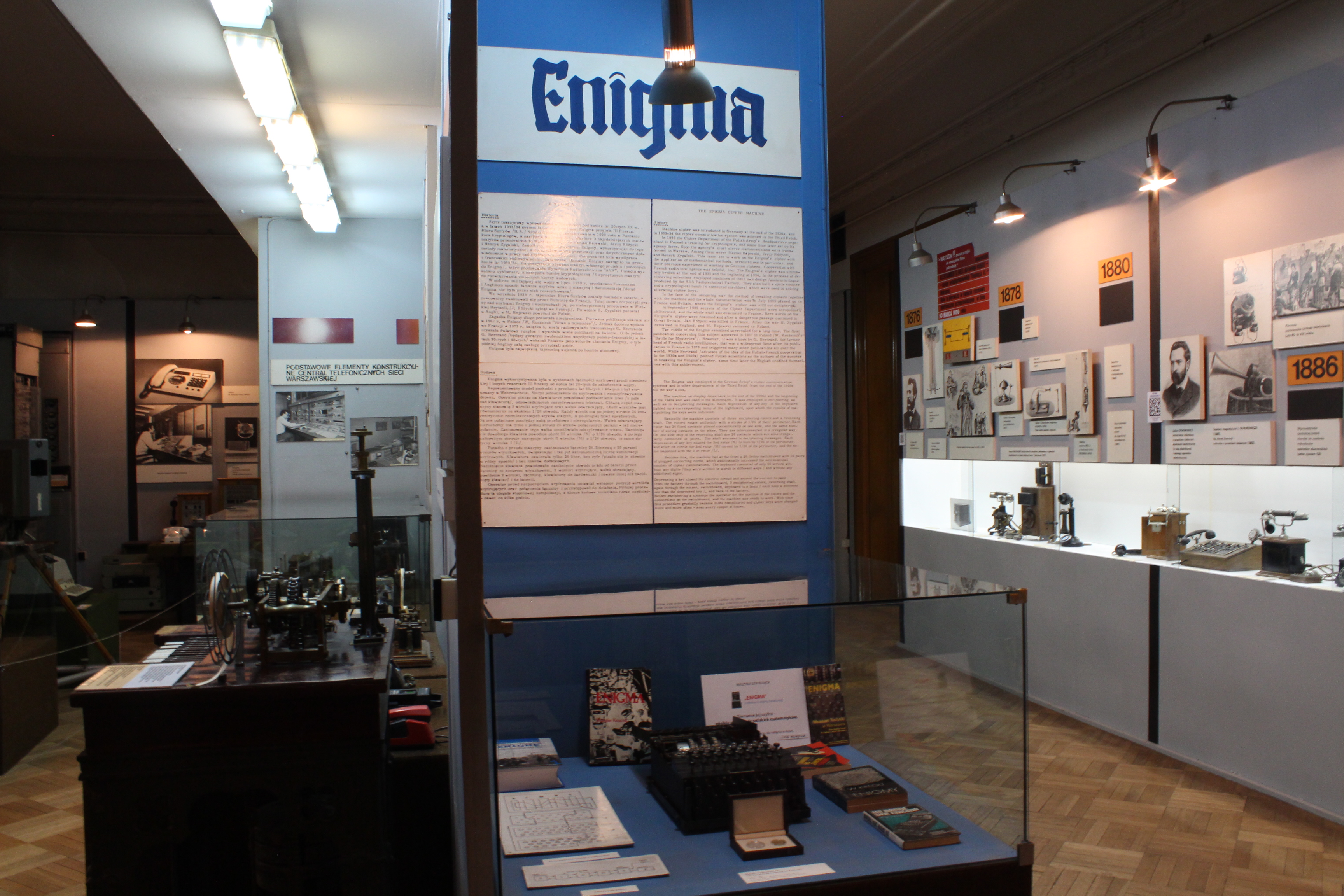
Enigma-Chiffriermaschine
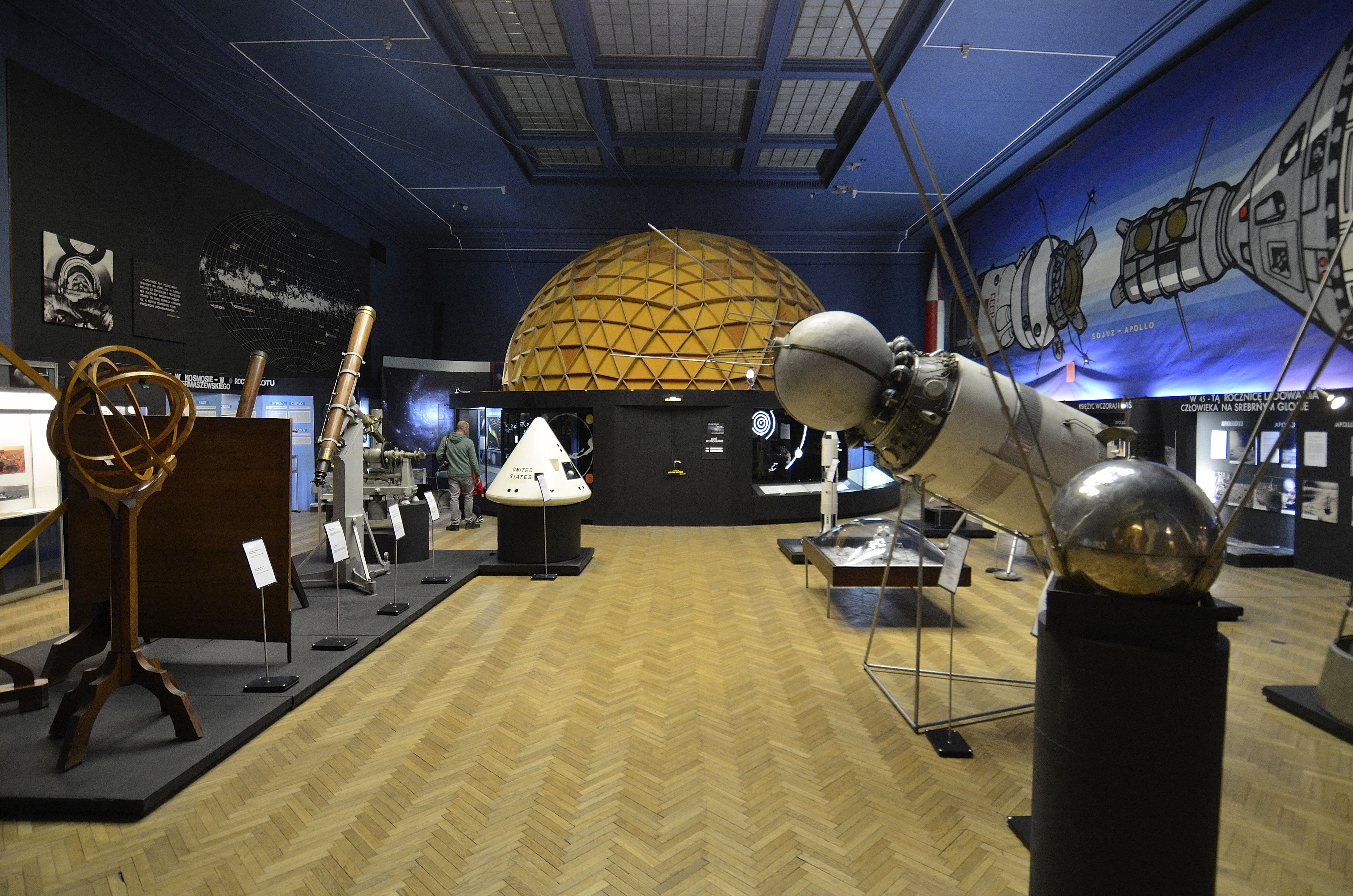
Weltraumsaal
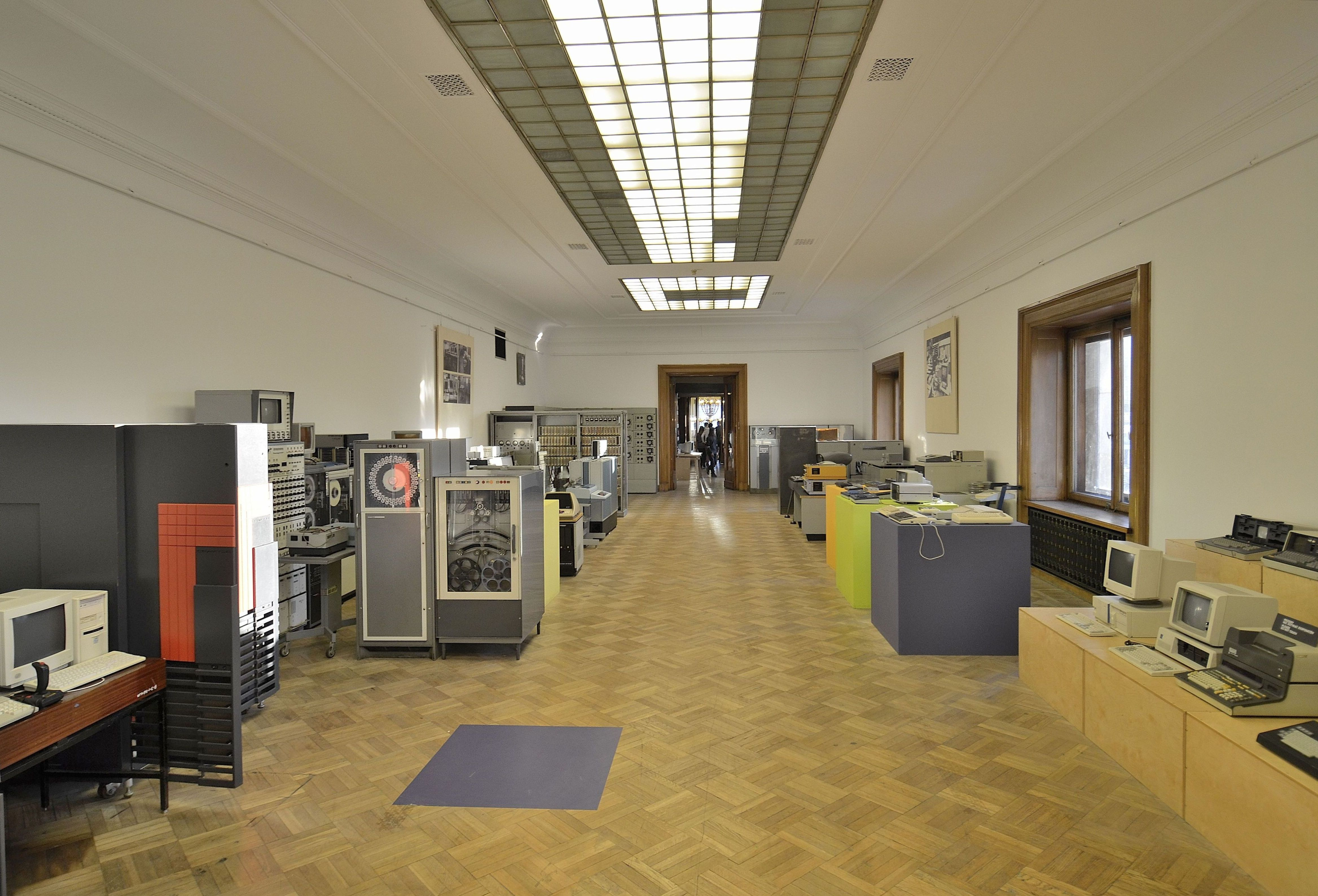
Rechnertechnik
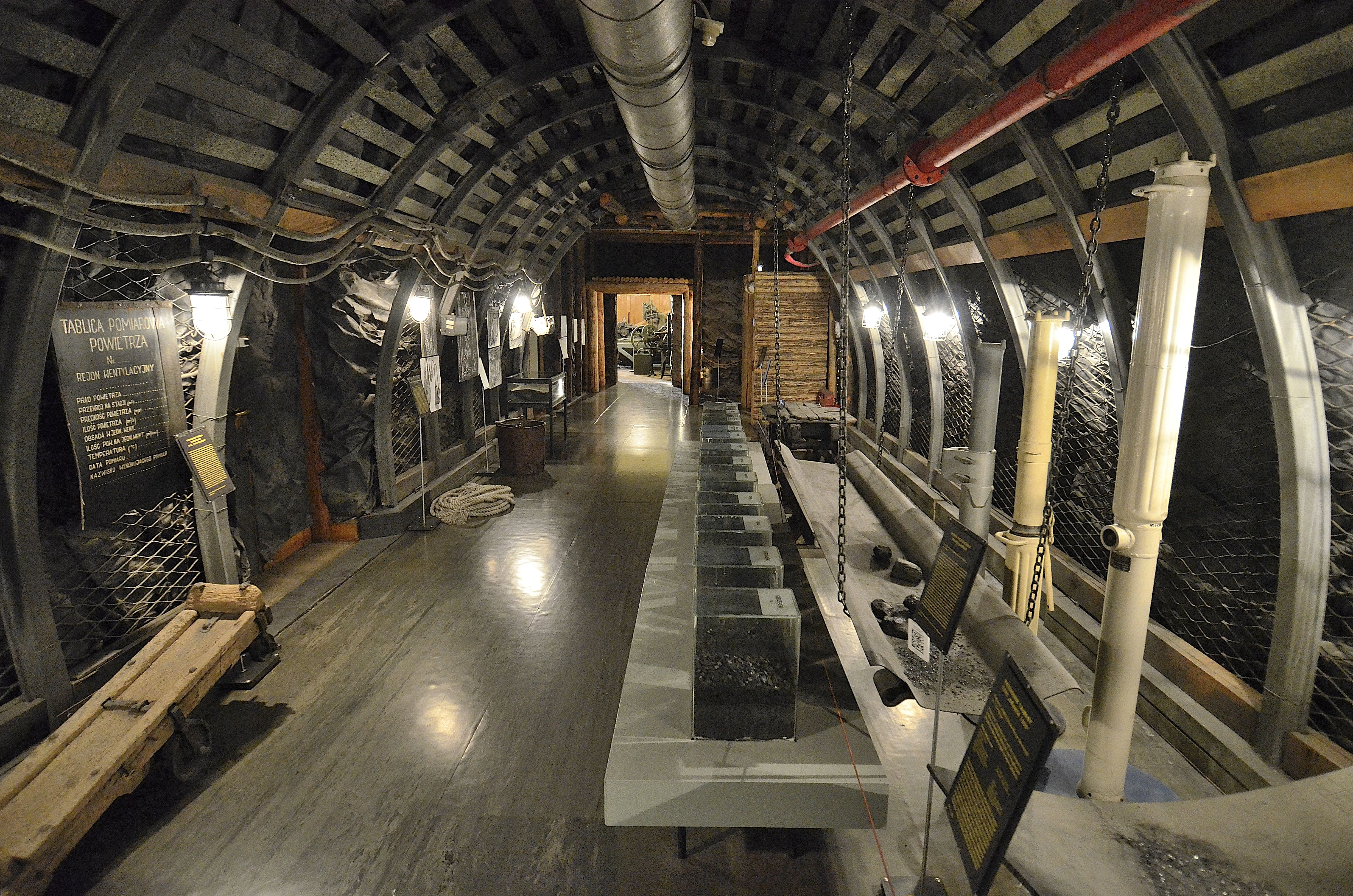
Anschauungsbergwerk